# 伯仙町
伯仙町（はくせんちょう）は、昭和32年（1957年） - 昭和43年（1968年）、鳥取県西伯郡にあった町。

## 歴史
- 1957年（昭和32年）1月1日 - 県村及び大高村が合併して、伯仙町が発足する[1]。合併各村の大字を継承し、8大字を編成[1]。役場は尾高に設置[1]。
- 1968年（昭和43年）4月1日 - 米子市に編入する。伯仙町の8大字は米子市の大字に継承[1]。

## 世帯数・人口等
昭和40年（1965年）の世帯数952・人口4501。

## 旧家
- 高田家住宅 - 県指定文化財、米子市福万

高田家は江戸時代中期以降当地の大地主として代々庄屋を務めてきた家柄である。

## 出身人物・ゆかりある人物

### 政治家
- 影山嘉重 - 県村村長[3]、町村会経済委員[3]、住所は県村河岡[3]
- 野坂一 - 伯仙町長[4]、鳥取県農地委員[4]、土木建築請負業木村組代表者[4]、日華土建工業公司社長[4]、県村農業協同組合長を歴任[4]、住所は伯仙町石州府[4]

### 実業家
- 高田繁太郎 - 高田家11代目
- 高田博愛 - 高田家12代目[5]、マルタ商会代表取締役[5]
- 板持勇夫 - 板持建設工業社長[6]、一級建築士[6]

### その他
- 影山博（農業、伯仙町教育委員会委員長）[7]
- 山岡太一（農業協同組合長）[8]
- 山田茂一（農業、神社惣代）[9]
- 山本磯吉（物品販売業）[10] - 建設大臣、内閣官房長官等を歴任した野坂浩賢の岳父
- 福永健雄（革新系の政治運動家、農・畜産業者）